# Heidgraben
Heidgraben là một đô thị tại huyện Pinneberg, trong bang Schleswig-Holstein, nước Đức. Đô thị này có diện tích 5,37 km², dân số thời điểm 31 tháng 12 năm 2006 là 2284 người.
Bản mẫu:Sơ bộ